# 山本勝巳 (レーサー)
山本 勝巳（やまもと かつみ、1973年3月5日 - ）は、福岡県博多区出身（生まれは静岡県菊川町）の元レーシングドライバーである。西南学院高等学校卒業、西南学院大学経済学部国際経済専攻中退。

## 略歴

### デビュー
カートでレースを始め、1992年にFJ1600に参戦。またこの年には、テレビ番組『天才・たけしの元気が出るテレビ!!』の企画「めざせ!ポールポジション」に参加。その中には土屋武士もいた。

### F3/F3000
1993年に、全日本F3選手権に参戦。1994年にはチームWTSよりドイツF3選手権Bクラスに参戦。
1995年より全日本F3000選手権に参戦。第5戦の菅生で2位表彰台を獲得。なお、このレースは1位が高木虎之介（初優勝・当時21歳）、2位が山本（当時22歳）、3位が中野信治（当時24歳）と当時20代前半の3人がレースを盛り上げ、星野一義や鈴木利男などベテラン中心であった国内レース界において新時代の到来を予感させた。

### F1
同年のパシフィックGP（英田）と日本GP（鈴鹿）に新進チームの「パシフィック」より参戦することとなったが、海外のトップフォーミュラにおける実績がなかったことから、経験不足等を理由にスーパーライセンスが発給されず、参戦を断念した。なお、パシフィックGPの前にイギリスのシルバーストーン・サーキットでテスト走行をした際、パシフィックチームのマネージャーであるマーク・ギャラハーは「思っていたよりずっと優秀なドライバーだった。ラバッジやモンテルミーニよりはるかに速かったし、我々の指示を的確に守っていた」と語り、山本のドライビングを高く評価していた。

### FN/JGTC
1996年は全日本F3000を引き継いだフォーミュラ・ニッポンに童夢より参戦。1997年には、フォーミュラ・ニッポンと全日本GT選手権（現・SUPER GT）のGT500に童夢よりフル参戦。
1998年は全日本GT選手権に参戦するも、5戦に出走して脇阪寿一と交代。最終戦の菅生にGT300でRACING PROJECT BANDOHよりスポット参戦するに止まり、このレースを最後にレース活動を休止した。

### 現在
休止後はカートレースに出場していたが、2021年にオートポリスで開催された「KYUSHU Magical ENDURANCE GAME（マジ耐）」でSUPER GTに参戦するランナップから23年ぶりに4輪レースに出場した。

## レース戦績
- 1991年 - カートSL福岡シリーズA2クラスチャンピオン
- 1992年 - 関西や九州のFJ1600（8戦3PP）
- 1993年 - 全日本F3選手権（Katsumi Yamamoto #45 ダラーラF393･無限MF204）
- 1994年 - ドイツF3選手権Bクラス（ダラーラF393･オペル） （総合26位・クラス8位・最速ラップ1回）
- 1995年 - 全日本F3000選手権（X-JAPAN Le Mans #25 レイナード95D・無限MF308）（シリーズ9位）
- 1996年 - フォーミュラ・ニッポン（TEAM ANABUKI 童夢 with 無限 #2 童夢F104i・無限MF308）（シリーズ17位）
- 1997年
  - フォーミュラ・ニッポン（NAVI CONNECTION RACING #28 レイナード97D・無限MF308）
  - 全日本GT選手権･GT500クラス＜Rd.2 - 6＞（無限X童夢PROJECT #18 avex童夢無限NSX）（シリーズ16位）
- 1998年
  - 全日本GT選手権･GT500クラス＜Rd.1 - 5＞（無限X童夢PROJECT #18 TAKATA童夢無限NSX）（シリーズ15位）
  - 全日本GT選手権･GT300クラス＜Rd.7＞（RACING PROJECT BANDOH #19 ウエッズスポーツセリカ）（シリーズ19位）

### 全日本F3選手権
| 年     | チーム           | エンジン | 1      | 2      | 3      | 4       | 5      | 6      | 7   | 8       | 9       | 10    | 順位 | ポイント |
| ------ | ---------------- | -------- | ------ | ------ | ------ | ------- | ------ | ------ | --- | ------- | ------- | ----- | ---- | -------- |
| 1993年 | Katsumi Yamamoto | 無限     | SUZ 10 | TSU 10 | FSW 16 | SUZ Ret | SEN 13 | TAI 14 | MIN | SUG Ret | SUZ Ret | SUZ 8 | NC   | 0        |

### 全日本F3000選手権/フォーミュラ・ニッポン
| 年     | チーム                      | 1       | 2       | 3       | 4       | 5       | 6       | 7       | 8      | 9       | 10      | 順位 | ポイント |
| ------ | --------------------------- | ------- | ------- | ------- | ------- | ------- | ------- | ------- | ------ | ------- | ------- | ---- | -------- |
| 1995年 | X-JAPAN RACING TEAM         | SUZ Ret | FSW C   | MIN 4   | SUZ Ret | SUG 2   | FSW Ret | TOK Ret | FSW 8  | SUZ Ret |         | 9位  | 9        |
| 1996年 | TEAM ANABUKI 童夢 with 無限 | SUZ 9   | MIN Ret | FSW 10  | TOK Ret | SUZ Ret | SUG 6   | FSW Ret | MIN 14 | SUZ Ret | FSW Ret | 17位 | 1        |
| 1997年 | NAVI CONNECTION RACING TEAM | SUZ 10  | MIN Ret | FSW Ret | SUZ 9   | SUG Ret | FSW 12  | MIN Ret | TRM 14 | FSW 7   | SUZ Ret | NC   | 0        |

### 全日本GT選手権
| 年     | チーム                 | 使用車両       | クラス | 1       | 2       | 3       | 4       | 5       | 6     | 7     | 順位 | ポイント |
| ------ | ---------------------- | -------------- | ------ | ------- | ------- | ------- | ------- | ------- | ----- | ----- | ---- | -------- |
| 1997年 | 無限×童夢 プロジェクト | ホンダ・NSX    | GT500  | SUZ     | FSW Ret | SEN Ret | FSW Ret | MIN 8   | SUG 5 |       | 16位 | 11       |
| 1998年 | 無限×童夢 プロジェクト | ホンダ・NSX    | GT500  | SUZ Ret | FSW C   | SEN Ret | FSW 4   | TRM Ret |       |       | 15位 | 10       |
| 1998年 | RACING PROJECT BANDOH  | トヨタ・セリカ | GT300  |         |         |         |         |         | MIN   | SUG 3 | 19位 | 12       |

## 人物
- レースとの関わりは、ゴーカートがきっかけである。遊園地のゴーカートを好きになった山本が、小1の時に父からカートレースの存在を教えられ、中3の時に9年越しの貯金でカートを購入した[1]。
- 高校の頃、ヨット部に入り国体強化選手になっている。しかし、カートに専念するためにヨットを断念した。
- 1992年にFJ1600にデビューした際、父も一緒にFJ1600にデビューを果たしている[2]。
- 1994年にドイツF3選手権Bクラスに参戦した際 チームWTSを選んだ理由として、｢チャンピオンチームである事と、チームを率いるウィリー・ウェーバー[6]の優秀なマネージメント能力とF1関係者の強いコネクション｣だとしている[2]。
- 1995年8月4日放送のテレビ番組『とんねるずのハンマープライス』で、全日本F3000選手権開幕戦・鈴鹿でレース中にクラッシュして大破したマシンのコックピット及びパーツの一部と、第8戦・富士でチームのオリジナルジャンパーを着用してピット内でレース観戦できる権がオークションにかけられ、111万円で落札された。
- 1995年10月半ばにF1のパシフィックのテストに参加。パシフィックGP（英田）と日本GP（鈴鹿）へのスポット参戦を目指したが、スーパーライセンスは発給されず参戦は叶わなかった[3]。